# Східна гірська дуга

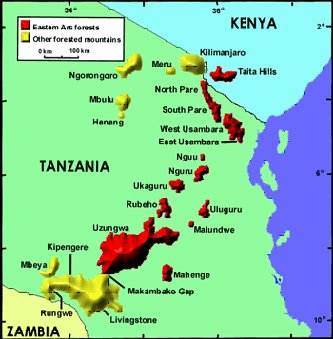
Орографічна схема Східної гірської дуги.

Східна гірська дуга (англ. Eastern Arc Mountains) — пасмо гірських масивів, гір та хребтів на сході Східно-Африканського плоскогір'я у Танзанії та Кенії. 
- Пагорби Таїта (англ. Taita Hills);
- Північне (англ. North Pare) та Південне Паре (англ. South Pare);
- Східні (англ. East Usambara Mountains) та Західні Узамбарські гори (англ. West Usambara Mountains);
- Нгуу (англ. Nguu);
- Нгуру (англ. Nguru);
- Укагуру (англ. Ukaguru);
- Улугуру (англ. Uluguru Mountains);
- Рубего (англ. Rubeho);
- Удзунгва (англ. Udzungwa Mountains);
- Ескарп Махенге (англ. Mahenge Escarpment);
- Пагорби Малундве (англ. Malundwe Hill).